# Kupferzell
Kupferzell település Németországban, azon belül Baden-Württembergben. Lakosainak száma 6570 fő (2023. december 31.).

## Népesség
A település népessége az elmúlt években az alábbi módon változott:
| Lakosok száma | 3902 | 3882 | 3975 | 3963 | 4308 | 5084 | 5613 | 5768 | 5749 | 6570 |
|               | 1961 | 1967 | 1974 | 1980 | 1987 | 1993 | 2000 | 2006 | 2013 | 2023 |